# Fargesia contracta
Fargesia contracta är en gräsart som beskrevs av Tong Pei Yi. Fargesia contracta ingår i släktet bergbambusläktet, och familjen gräs. Inga underarter finns listade i Catalogue of Life.